# 阿部真琴
阿部 真琴（あべ まこと、1908年（明治41年）11月6日 - 1988年（昭和63年）1月13日）は、日本史学者。
愛知県岡崎市出身。1931年東京帝国大学文学部国史学科卒、1951年神戸大学文理学部助教授、1958年文学部教授、1972年定年退官、名誉教授、徳川林政史研究所。1988年、急性心不全のため死去。

## 著書
- 『上知問題』東方書院 日本宗教講座、1934
- 『新講大日本史 第7巻 幕末維新時代史』雄山閣、1942
- 『兵庫米騒動記』新日本新書、1969

### 共編著
- 『世界歴史大系 第13B 日本史 第3』井野辺茂雄、藤井甚太郎共著 平凡社、1935
- 『綜合国史概説』太田亮共著 立命館出版部、1937
- 『大学日本史』j上巻、今井林太郎、井上薫 共編 吉川弘文館、1954
- 『大学日本史』j下巻、今井林太郎、井上薫 共編 吉川弘文館、1955
- 『新編日本史年表』今井林太郎、井上薫 共編 吉川弘文館、1958
- 『入門日本史』永島福太郎、井上薫 共編 吉川弘文館、1964 - 1965

### 翻訳
- スウェッテナム『英領マライ史 英国の経略過程』北海出版社、1943

## 参考
- 『人物物故大年表』
- 神戸大学日本史研究室の歴史